# Дрински залив
Дринският залив оформя югоизточната част на Адриатическо море по крайбрежието на Северна Албания. Бреговата ивица на Дринския залив се простира от устието на река Бояна, която е гранична река между Черна гора и Албания, до нос Родон (нос Скендербег) северно от Драч. 
Разстоянието между тези две крайни точки на залива е 30 км, а бреговата ивица е с дължина 60 км. Дринският залив оформя завоя на североизточната брегова линия на Адриатика накъм юг.
Дринският залив е плитък със средна дълбочина от 30 m. Подпочвения слой се състои предимно от кал и пясък. Температурата на водата в залива през февруари е средно 1.8 °C, през август 23,4 °C.
В дринския залив се оттича река Мати.
Шенгин (Свети Йоан) е единственото пристанище на Дринския залив. Пристанището служи и за военноморска база. Водите му се обитават от около 60 вида риба.